# Evil Dead: Hail to the King
Evil Dead: Hail to the King — видеоигра в жанре survival horror по мотивам кинотрилогии Зловещие мертвецы. Разработана Heavy Iron Studios для платформы PlayStation, издана THQ 4 декабря 2000 года (выход на Dreamcast — 17 декабря 2000, для Windows — 27 марта 2001).

## Игровой процесс

Кадр из игры.

Игровой движок аналогичен большинству представителей жанра survival horror и характеризуется пре-рендеринговой графикой фонов и фиксированными углами камеры обзора. Прыжки в игре не предусмотрены. Система инвентаря и сохранений аналогична играм серии Resident Evil: ограниченное к переносу количество предметов (не более 12-ти наименований) и расставленные на территории ящики для складирования вещей и сохранения игры, причём сохранение возможно при наличии в инвентаре определённого предмета (в данном случае — магнитофонной бобины). Продвижение в игре сводится к выполнению задач квестового плана (поиск и использование нужных предметов в нужном месте).
Помимо собирания квестовых вещей, записок, еды, топлива, боеприпасов и медикаментов, в игре предусмотрен сбор грибов и прочих промежуточных предметов, которые с помощью имеющегося в инвентаре устройства также преобразовываются в топливо или лекарства (при условии нахождения двух соответствующих инструкций).
За исключением торговцев на дамасском рынке ключевые персонажи игры неактивны, и взаимодействие игрока с ними происходит только посредством внутриигрового видео (в общей совокупности около 30 минут).

### Враги
В игре около 10 видов обычных противников и столько же уникальных боссов. Все достаточно живучи, некоторые имеют тенденцию к длительному или бесконечному респауну. На месте поверженного врага могут оставаться предметы, в частности квестовые. Некоторые боссы обладают иммунитетом к оружию и уничтожаются с помощью специфических объектов в их окружении (падающие камни, расплавленный металл, вода).

### Оружие
Одновременно герой располагает двумя видами оружия: постоянной бензопилой в правой руке и на выбор топором, пистолетом, позже — обрезом или винтовкой в левой. Боевая система таким образом основывается на попеременном использовании оружия в каждой руке. Есть возможность добивания противника вторым оружием, предварительно насадив врага на цепь пилы. Боезапас огнестрельного оружия и запас топлива для бензопилы ограничены (при отсутствии топлива для пилы её можно использовать как дубинку). Во второй половине игры появляются возможности улучшить оружие, увеличив и видоизменив его боезапас.

## Сюжет и персонажи
Протагонист игры — Эш, персонаж трилогии Зловещие мертвецы. Действие разворачивается спустя 8 лет после событий заключительного фильма Армия тьмы. Эш снова начинает чувствовать присутствие зла и вместе со своей девушкой Дженни возвращается в лесной дом, где та оказывается похищенной, а Эш отправляется на её поиски. Главным врагом Эша в игре является его тёмная половина, т. н. «Плохой Эш» (англ. Evil Ash).
Игра условно разделяется на две части: знакомая по первым двум фильмам лесная область с новыми соседними локациями (ферма, церковь, лагерь бойскаутов, шахта) и средневековый Дамаск 730 года, где Эш встречается с творцом Некрономикона Абдул Азизом. Первая половина игры обладает многочисленными ссылками на вторую часть фильма: упоминания о профессоре Ноуби, персонаж его одержимой демоном дочери Энни, кандарийский кинжал, эпизод с зеркалом и т. д.
Персонажи Эша и Плохого Эша озвучены актёром Брюсом Кэмпбеллом, исполнявшим эту роль в фильмах. Для отдельных реплик, произносящихся Эшем, в игре выделена специальная клавиша.

## Музыка
Композиторами выступили Томми Талларико, Тодд Дэннис, Крис Риквуд и Джек Уолл. Оркестровые композиции были записаны в Будапеште венгерским национальным симфоническим оркестром и будафокским камерным хором (англ. Budafok chamber choir) под дирижированием Имре Коллара.

## Оценки критиков
| Сводный рейтинг    | Сводный рейтинг | Сводный рейтинг | Сводный рейтинг |
| Издание            | Оценка          | Оценка          | Оценка          |
| Издание            | Dreamcast       | PC              | PS              |
| ------------------ | --------------- | --------------- | --------------- |
| GameRankings       | 49,00 %         | 46,19 %         | 51,31 %         |
| Metacritic         | 49/100          | 40/100          | 51/100          |
| Иноязычные издания |                 |                 |                 |
| Издание            | Оценка          | Оценка          | Оценка          |
| Издание            | Dreamcast       | PC              | PS              |
| AllGame            | [ 10 ]          | N/A             | [ 11 ]          |
| EGM                | 4,5/10          | N/A             | 4,17/10         |
| Game Informer      | 4,5/10          | N/A             | 4,5/10          |
| GamePro            | [ 16 ]          | N/A             | [ 17 ]          |
| GameSpot           | 4,5/10          | 3,4/10          | 4,2/10          |
| GameSpy            | 4/10            | N/A             | N/A             |
| IGN                | 3,6/10          | 3,8/10          | 4,5/10          |
| OPM                | N/A             | N/A             | [ 25 ]          |
| PC Gamer (US)      | N/A             | 61 %            | N/A             |

Игра получила в основном негативные рецензии. Критике подверглись слабая графика и анимация фонов и моделей, невыдающиеся звуковые эффекты, неудобная боевая система вкупе с неудачными углами камер обзора, местами монотонное и безэмоциональное озвучивание реплик главного героя.
- IGN — [27]
- GameSpot — [28]
- AG.ru — [29]
- TestFreaks — [30]